# Бутс Рівер
Бутс Рівер (англ. Booth's River) — річка в окрузі Ориндж-Волк (Беліз). Довжина до 100 км. Свої води несе поміж заболочених лісів-джунглів середини Белізу.
Протікає західною територією округу Ориндж-Волк з зі сходу на захід. Витік річки знаходиться в густих лісах округу Оринд-Волк, на невеличкому підвищенні, яке є частиною Пагорбів Ялбак (Yalbac Hills), що знаходяться на південному сході Юкатанської низовини, зокрема, заболочених рівнин Юкатанської платформи.
У верхів'ях річище неглибоке з берегами-кручами, протікає в заболочених нетрях Гоней Камп Лагуни (Honey Camp Lagoon) та Лагуни Сека (Laguna Seca), і далі вже в'ється поміж десятка менших тропічних озер-боліт. Річка наповнюється кількома місцевими потоками та водами боліт й озер і тече. На її, повноводних та нестійких берегах белізці не селилися, оскільки пойма річки доволі широка та заболочена.
Уже з середини своєї течії, після впадіння Ріо-Браво, річка формує широку пойму (інколи шириною в 2 км), заповнену болотами та старицями, а поготів вона падає до річки Ріо-Ондо (Río Hondo), ставши її правою притокою . При впадінні до Ріо-Ондо утворює просте гирло із невеликим астуарієм.
Флора і фауна річки притаманна саме тропічній флорі та фауні. Тут водяться крокодили та сотні видів птахів. Чимало берегових площ і пойма річки були піддані меліорації та осушуванню, відтак довкола неї розкинулися фермерські сільськогосподарські угіддя (в нижній її частині).